# Martin Weise
Martin Weise (Torgau, Imperio alemán, 12 de mayo de 1903-Ciudad de Brandeburgo, Alemania nazi, 15 de noviembre de 1943) fue un empleado de una editorial, periodista, editor de un periódico y miembro de la resistencia alemana al nazismo.

## Biografía
Martin Weise era hijo de un profesor. Creció en Berlín. Como alumno fue parte del Wandervogelbewegung (Movimiento del Pájaro Migratorio), un movimiento juvenil fundado en Alemania a principios del siglo XX que aspiraba a una vida independiente y diversa de las generaciones mayores y cuyos miembros caminaban y practicaban la danza y la música folclórica. En 1921 Weise se unió a la Juventud Socialista Libre (Freie Sozialistische Jugend o FSJ). De 1921 a 1924 estudió Historia y Filología, pero no pudo terminar la carrera por razones económicas. Trabajó varios años para una compañía de seguros antes de que se quedó en paro en 1928.
En 1927 ingresó en el Partido Comunista de Alemania (Kommunistische Partei Deutschlands o KPD). De 1929 a 1933 fue concejal para el KPD en Berlín. El 20 de septiembre de 1929 fue condenado a siete meses de prisión por grave perturbación del orden público. En 1930 empezó a escribir artículos para la Rote Fahne (Bandera Roja), el periódico del Partido Comunista de Alemania. Fue uno de sus editores que continuaron publicar el periódico en la clandestinidad después de que fue prohibido en 1933.
El 5 de abril de 1934 Martin Weise fue condenado a tres años de reclusión y después de que había cumplido su pena fue llevado al campo de concentración de Sachsenhausen. Su novia Frieda Seidlitz trabajó como mensajera para el KPD. Fue detenida por la Gestapo y gravemente maltratada y se suicidó en la prisión el 27 de mayo de 1936. Martin Weise fue puesto en libertad en abril de 1939.
Después de su detención Weise formó un grupo de resistencia que interrumpió la producción bélica en una fábrica en Berlín. Entró en contacto con el grupo de la resistencia de Harro Schulze-Boysen y Arvid Harnack. Redactó artículos para el periódico ilegal Die innere Front (El frente interno).
El 1 de diciembre de 1942 fue detenido, el 8 de octubre de 1943 condenado a muerte y el 15 de noviembre de 1943 decapitado.